# Lew Psachis
Lew Borisowicz Psachis, ros. Лев Борисович Псахис (ur. 29 listopada 1958 w Krasnojarsku) – izraelski szachista i trener szachowy (FIDE Senior Trainer od 2004) pochodzenia rosyjskiego, arcymistrz od 1982 roku.

## Kariera szachowa
Dwukrotnie zdobył tytuł mistrza Związku Radzieckiego, w 1980 w Wilnie (wraz z Aleksandrem Bielawskim) oraz 1981 roku we Frunze (wraz z Garrim Kasparowem, którego pokonał w II rundzie turnieju). W roku 1982 zakwalifikował się do turnieju międzystrefowego (eliminacji mistrzostw świata) w Las Palmas, ale zajął odległe X miejsce. Zwyciężył bądź podzielił I miejsca m.in. w: Sarajewie (1981 i 1986, turnieje Bosna), Cienfuegos (1983, memoriał Jose Raula Capablanki), Sziraku (1986), Kopenhadze (2001) oraz w Andorze (2002).
Od roku 1990 reprezentuje barwy Izraela. W roku 1997 zwyciężył, natomiast w 1999 podzielił I lokatę w mistrzostwach tego kraju.
W latach 1990–2002 siedmiokrotnie wystąpił w reprezentacji Izraela na szachowych olimpiadach. Jest trzykrotnym złotym medalistą drużynowych mistrzostw Europy: w 1983 zdobył 2 medale (wraz z zespołem ZSRR oraz za indywidualny wynik na VII szachownicy), zaś w 1999 (w barwach Izraela) – za indywidualny rezultat na IV szachownicy.
Najwyższy ranking w karierze osiągnął 1 stycznia 1995 r., z wynikiem 2625 punktów dzielił wówczas 33. miejsce na światowej liście FIDE, jednocześnie zajmując drugie miejsce (za Ilją Smirinem) wśród izraelskich szachistów.
Jest cenionym szachowym trenerem, współpracował m.in. z: Garrim Kasparowem, Arturem Jusupowem, Emilem Sutowskim oraz siostrami Zsuzsą i Judit Polgár.

## Wybrane publikacje
- The complete French, 1992 ISBN 0-7134-6965-X.
- Complete Benoni, 1995 ISBN 0-7134-7765-2.
- Advance and other anti-French variations, 2003 ISBN 0-7134-8843-3.
- French defence 3 Nd2, 2003 ISBN 0-7134-8825-5.
- French defence 3 Nc3 Bb4, 2003 ISBN 0-7134-8841-7.
- French defence: Steinitz, classical and other systems, 2004 ISBN 0-7134-8941-3.